# 夜鶴庭訓抄
夜鶴庭訓抄（やかくていきんしょう）は、平安時代末期に藤原伊行（世尊寺家6代目）によって著された日本における現存最古の書論書。

## 概要
「夜鶴」とは、白居易の『五弦弾』の中にある“第三第四絃冷冷、夜鶴憶子籠中鳴”の句に由来し、親が子を思う切実な心を表す例えとして用いられ、「庭訓」も親が子に与える教訓という意味があることから、伊行が娘の建礼門院右京大夫に与えたものとされている（『群書類従』本奥書）。
成立年代は不明であるが、後白河法皇を「当院」、高倉天皇を「当今」と表記している部分があることから、仁安3年（1168年）に即位した高倉天皇の在位中のものとされ、さらに安元3年（1177年）以後に書かれたことが確実とされている伊行の息子・伊経の書論書『才葉抄』の中に本書に言及した部分があることから、同年以前の著作であるとみられている。
本書を大きく分けると、書式・揮毫に関する故実（草子書様・和歌書様・上表文・大嘗会屏風色紙形・額・御願の扉・扇・番帳・戒牒・経・年中行事障子）、書法の実技に関する解説（硯・墨・筆・硯瓶・藁筆薦筆・鹿毛筆・急ぐ場合・雨中での揮毫・灯前での揮毫・御前での揮毫）、歴代の清書役を担当した能書家（内裏額書人々、悠紀主基御屏風人々、能書人々）から構成されている。
同書に書かれた記述の多くは能書家として代々公事における清書などを務めてきた世尊寺家にとっては「秘伝」「口伝」に属することであり、本来は書物として表に出すものではなかった。ところが、後白河院政期に入ると、摂関家を中核とした法性寺流が台頭して院の保護を受けるようになり、世尊寺流の優位が揺らぐようになる。こうした状況において、子弟の教育目的は勿論のこと、能書が世尊寺家の家学・家職であることを主張する必要性に迫られ、『夜鶴庭訓抄』や続く『才葉抄』のような世尊寺家・世尊寺流の書論書が編纂されたと考えられている。
なお、孫の行能は同書を元にして更に書札礼を中心にして論じた書論書『夜鶴書札抄』を著している。